# 經濟時報
《经济时报》（英語：The Economic Times）是一份印度商業英文日报。它由时报集团所拥有。经济时报于1961年开始出版。截至2012年，它是世界上阅读量第二大的英文商业报纸，仅次于华尔街日报，該報拥有超过80万的读者群。它在14个城市（孟买、班加羅爾、德里、金奈、加尔各答、勒克瑙、海得拉巴、斋浦尔、艾哈迈达巴德、那格浦尔、昌迪加尔、浦那、印多尔和博帕尔）同时出版。該報主要報道印度经济、国际金融、股票价格、商品价格以及其他与金融有关的事项。該報由Bennett, Coleman & Co. Ltd.出版。